# Elzéar Bédard
Elzéar Bédard, né le 24 juillet 1799 à Québec et mort le 11 août 1849 à Montréal, est un juriste et homme politique canadien. De 1833 à 1834, il est le premier titulaire du poste de maire de Québec.

## Biographie

### Jeunesse et formation
Fils de Pierre-Stanislas Bédard et de Luce Lajuce, Elzéar Bédard nait dans la paroisse Notre-Dame à Québec.
De 1810 à 1812, il étudie au Petit Séminaire de Montréal, puis au Séminaire de Nicolet en 1813-1814, et enfin au Petit séminaire de Québec jusqu'en 1818. Après un bref détour dans la vie ecclésiastique, il entame sa formation en droit dès 1819 auprès d'Andrew Stuart. Après son admission au Barreau du Bas-Canada en 1824, il exerce sa profession à Québec.
Il se marie à Québec le 15 mai 1827 avec Julie Henriette Marett, la fille d'un négociant.

### Carrière politique
Il se présente sans succès dans la circonscription de Kamouraska en 1830. Il collabore, en 1831, à la relance du journal Le Canadien. Le 31 juillet 1832, il est élu sans opposition à l'occasion d'une élection partielle dans la circonscription de Montmorency laissée vacante par la démission de Philippe Panet. Politiquement, il s'aligne généralement sur le Parti patriote de Louis-Joseph Papineau. Il présente les 92 résolutions à l'Assemblée, bien que n'ayant pas pris une part significative à leur élaboration.
Entre avril 1833 et avril 1835, il est conseiller du quartier Saint-Louis au conseil municipal de Québec, et en est le premier maire de 1833 à 1834. Il est réélu dans Montmorency en 1834 : il s'impose comme le chef du groupe des modérés de Québec.

### Juge
Ami proche et partisan d'Archibald Acheson, il est nommé juge de la Cour du banc du roi pour le district de Québec le 22 février 1836, ce qui lui attirera des accusations de traitrise de la part de ses adversaires radicaux au sein du Parti patriote. À la suite de cette nomination, son siège de député devient vacant, et Nicolas Lefrançois lui succède.
Durant la rébellion des Patriotes de 1837-1838, Philippe Panet, son collègue à la Cour du banc du roi, déclenche l'ire des autorités britanniques en déclarant inconstitutionnelle la suspension de l'habeas corpus décrétée par le Conseil spécial du Bas-Canada en décembre 1838. Les deux sont suspendus de leurs fonctions de juge. Bédard se rend en Angleterre pour faire valoir ses droits et se voit attribuer une nouvelle affectation en août 1840. Il travaille à Québec jusqu'en 1848, puis à Montréal. Ses funérailles ont lieu en l'église Notre-Dame de Montréal le 13 août 1849.

## Honneurs
La rue Elzéar-Bédard à Québec a été nommée en son honneur.